# Ringenes herskerinde
|  | Denne artikel er oprettet af botten PalnaBot ud fra en ekstern database. Den kan derfor have sproglige fejl eller mangler. Denne skabelon kan fjernes efter kontrol af indholdet. |

Ringenes herskerinde er en film instrueret af Steen Schapiro.

## Handling
Den københavnske piercer Mette Hintze fortæller om kropsdekoration; PIERCING af læber, navler, kønsdele... Københavns førende BODY ART-folk blotter sig og viser deres skjulte liv med tatovering, fetichisme, punk og sadomasochisme. En kunstnerisk og provokerende dokumentar-video, der i intime, fascinerende, erotiske og extreme billeder, for første gang fortæller om MODERN PRIMITIVES i Danmark.